# Nicolai Kielstrup
Nicolai Kielstrup (Vejle, Dinamarca, 4 de octubre de 1991) es un cantante y músico danés.

## Biografía
Nicolai Kielstrup tenía cuatro años de edad cuando se puso sus zapatos de baile por primera vez. Al principio bailó danzas tradicionales, dedicándose más tarde al mundo del espectáculo bailando funk y hip hop. En la actualidad ha añadido el ballet a su lista de destrezas.
En el año 2002, Kielstrup asistió a las audiciones The Legoland Show Academy. Fue aceptado y pasó dos años de aprendizaje allí.
En el 2003, algunos de sus amigos de la Academia participaron en el "Junior Eurovisión Song Contest" celebrado en Copenhague. La noche de este evento Nicolai Kielstrup se encontraba entre la audiencia, quedando fascinado. Eso lo impulsó a escribir la letra de una canción, obteniendo ayuda con la música y grabando después un demo y un vídeo. Se presentó al festival juvenil Melodi Grand Prix Junior con esa misma canción con el título «Shake, Shake, Shake». Este programa se estrenó en 2000, y en 2003 decidieron que el ganador participaría en el Junior Eurovision Song Contest, la edición adaptada a niños y adolescentes del festival de Eurovisión. Kielstrup ganó con la máxima puntuación el festival de su país, y a causa de eso, fue el candidato para representar a Dinamarca en el festival de Eurovisión Junior 2005, celebrado en Hasselt (Bélgica). Obtuvo la cuarta posición con 121 puntos, quedando por detrás de Noruega, España y Bielorrusia respectivamente. 
Gracias a esto pudo grabar su primer álbum, titulado solo con su nombre. Tiempo después, grabó su segundo álbum, titulado Stage 2 y más tarde, un tercero titulado 'Deja Vu (Tilbage Til Mig).

## Discografía

### Nicolai
- «Kom med mig»
- «Vokseværk»
- «Den Jeg Er»
- «Når du danser for mig»
- «Drømmepigen»
- «Mit Mye Move»
- «Tro på dig selv»
- «Magi»
- «Here end din ven»
- «Hvad nu hvis»
- «Luk mig ind»
- «Shake Shake Shake»

### Stage 2
- «Giv Mig Tid»
- «Dangerous»
- «Lær Mig Hvordan»
- «Du Er En Stjerne»
- «Solen Går Ned»
- «Det Jeg Lever For»
- «Nu Forstaar Jeg»
- «Så Magisk»
- «Det' Allright»
- «Ryst Det Af Dig»
- «Et Nyt Kapitel»

### Deja Vu (Tilbage Til Mig)
- «Tilbage Til Mig»
- «7 Heaven Eleven»
- «Diva Baby»
- «Nogle Tårer Tørrer Aldrig»
- «Dig Og Mig»
- «For Sent Nu»
- «Super Star»
- «Du Lever Kun En Gang»
- «Amazing»
- «Ka' lk Gi' Mig Mer'»
- «Diva Baby»